# Gogółkowo
Gogółkowo – wieś w Polsce, położona w województwie kujawsko-pomorskim, w powiecie żnińskim, w gminie Gąsawa.
Wieś Gokółkowo należąca do klucza żnińskiego arcybiskupstwa gnieźnieńskiego, położona była w XVII wieku w powiecie kcyńskim województwa kaliskiego. W latach 1975–1998 miejscowość administracyjnie należała do województwa bydgoskiego. Według Narodowego Spisu Powszechnego (2021 r.) liczyła 343 mieszkańców. Jest trzecią co do wielkości miejscowością gminy Gąsawa.

## Integralne części wsi
| SIMC    | Nazwa             | Rodzaj    |
| ------- | ----------------- | --------- |
| 1036023 | Huby Gogółkowskie | część wsi |
| 1036069 | Nowe Osiedle      | część wsi |
| 1036112 | Smolary           | część wsi |
| 1036135 | Wójtowo           | część wsi |

## Zabytki
Według rejestru zabytków NID na listę zabytków wpisane są:
- dwór, początek XX w., 1922 r., nr rej.: A/426/1 z 21.10.1994
- drewniana cegielnia, obecnie tartak, koniec XIX w., nr rej.: A/459/1 z 25.10.1995.